# Диалекты южного Орана
Диале́кты Ю́жного Ора́на (также южнооранский язык, ксурский язык; англ. south oran, south oranais, shelala-mazer, kerzaz, tachelhit, фр. sud oranais, (langue des) ksours du sud oranais) — группа диалектов зенетской группы северноберберской ветви берберо-ливийской семьи, распространённая в пограничных районах северо-восточного Марокко и северо-западного Алжира (в предгорьях Атласа и пустынных областях Сахары). Рассматриваются как отдельный южнооранский, или ксурский, язык или как диалекты языка тазнатит. Нередко в число диалектов южного Орана включают диалекты языка фигиг.

Название диалектов исторически связано с названием департамента Оран (административно-территориальной единицы Алжира в период французского колониального правления) — область распространения диалектов находилась в южных районах этого департамента.

Общая численность носителей южнооранских диалектов и языков туат и гурара составляет порядка 58 тыс. человек (2007).

## Вопросы классификации
Южнооранские диалекты относят к зенетской языковой группе. Наиболее близки к ним языки гурара и туат, которые вместе с диалектами южного Орана рассматриваются как отдельное языковое объединение в составе зенетских языков — западносахарская подгруппа (также туатская, юго-западно-зенетская). Данная подгруппа нередко объединяется с подгруппой мзаб-уаргла, хотя они не образуют генетического единства, критерием такого объединения служит территориальная близость и похожие географические условия — распространение в оазисах алжирской Сахары. В частности, в классификации, опубликованной в справочнике языков мира Ethnologue, южнооранские диалекты вместе с языками гурара и туат, а также вместе с языками мзаб, уаргла и ригх объединены в подгруппу мзаб-уаргла. При этом гурара, туат и диалекты южного Орана рассматриваются в справочнике Ethnologue как группа диалектов языка тазнатит.

В классификации, представленной в работе С. А. Бурлак и С. А. Старостина «Сравнительно-историческое языкознание», в оазисной подгруппе зенетских языков приводится только близкий южнооранским диалектам язык гурара вместе с языками мзаб, уаргла и ригх.

Иногда южнооранские диалекты ошибочно относят к средне-атласской (тамазигхтской) или к шильхской (из-за того, что они тоже часто называется «ташельхит») подгруппам.

## Ареал и численность
Южнооранские диалекты распространены в северо-восточной части Марокко и в северо-западной части Алжира на границе предгорий Атласа и пустыни Сахара. В Марокко ареал южнооранских диалектов локализуется к востоку от Высокого Атласа на равнине Тамлельт, на которой расположен город Бу-Арфа, и в горах Джебель-Груз, относящихся к территории провинции Фигиг в юго-восточной части Восточной области (на границе с Алжиром). В Алжире южнооранские диалекты распространены обособленными ареалами, протянувшимися вдоль границы с Марокко от пустынных районов округа Табельбала в северо-восточном направлении до горных районов Ксур. В горах Ксур южнооранские диалекты отмечаются на востоке провинции Эль-Баяд (округа Буссемгун и Шеллала), на юге провинции Наама (округа Асла, Сфиссифа, Мограр и округ Айн-Сефра с селением Тиут) и на северо-востоке провинции Бешар (округ Бени-Униф с селением Фенди); в среднем и нижнем течении реки Гир южнооранские диалекты распространены в северных и центральных районах провинции Бешар (в селении Уакда в округе Бешар, в округе Лахмар с селениями Сфиссифа, Могхеул, Букаис, в округе Тагит с селением Баррби и в округе Игли с селением Маззер); также диалекты южного Орана встречаются в оазисах округа Табельбала.
Ареал южнооранских диалектов расположен в соседстве как с арабоязычными, так и с бербероязычными районами, к западу от области распространения диалектов южного Орана размещается ареал тамазигхтских языков, к юго-востоку — ареал языка гурара. Часть носителей южнооранских диалектов населяет оазисы Табельбалы, где является этническим меньшинством среди представителей сонгайского народа корандзи.
Численность говорящих на диалектах южного Орана вместе с носителями близкородственных языков гурара и туат составляет порядка 58 тыс. человек (2007). По данным сайта Joshua Project численность этнической группы тазнатит — 141 000 человек. В «Атласе языков мира, находящихся под угрозой исчезновения» (Atlas of the World’s Languages in Danger) организации UNESCO приводятся оценочные данные по численности носителей диалектов тазнатит на 2008 год в 80 000 человек.

## Изучение
Изучению южнооранских диалектов посвящено сравнительно небольшое число работ. Наиболее известны краткий обзор северных южнооранских диалектов Рене Бассе конца XIX века (включающий некоторые тексты и словарь), а также краткое описание грамматики диалекта Игли, распространённого в крайне южной части южнооранского ареала, составленное Маартеном Коссманном и изданное в 2010 году.